# 제11기 최고인민회의 대의원 선거
제11기 최고인민회의 대의원 선거는 2003년 8월 3일에 열린 조선민주주의인민공화국의 11대 최고인민회의 선거다. 대의원 687명을 선출하였다.

## 상세
조선로동당이 대다수 의석을 가져갔으며, 조선사회민주당과 천도교청우당이 나머지 의석을 가져갔다.

## 선거 결과
총 687명의 대의원이 당선되었다.
리을설, 류미영, 김경희, 김복남, 강준호, 김영남, 김영복, 류충렬, 장성택, 리제강, 홍서헌, 리순임, 신성보, 유일웅, 오이종, 김정호, 리경일, 윤석천, 전경수, 황길철, 최장애, 김히택, 배영규, 곽상식, 김성히, 허정숙, 조명록, 리운국, 리명옥, 강석주, 엄승근, 량만길, 박정순, 김동운, 박성철, 백학림, 김인남, 김영춘, 오익제, 박관오, 김광철, 김익현, 백용천, 김화숙, 리화실, 강남익, 송춘식, 리동찬, 정명옥, 김일철, 홍성남, 김성희, 박봉남, 김복실, 임만순, 장덕영, 문석불, 리승호, 김세명, 김호제, 김중린, 강광수, 리경철, 신일남, 문상민, 조윤제, 리웅찬, 한재록, 리정록, 김철만, 위영애, 김영주, 리영용, 허득남, 노광철, 김윤혁, 윤기정, 최홍일, 고인호, 염창룡, 김국태, 변영립, 리광호, 안명옥, 장 철, 김영대, 소주정, 황순희, 최태복, 김봉실, 조창덕, 안인건, 리봉수, 김명윤, 계영삼, 로봉호, 김기남, 강순희, 한정화, 정하철, 김응철, 리우호, 채희정, 정완익, 리용무, 최분희, 김영길, 리용철, 최룡익, 강일관, 주동일, 리길송, 강관주, 유범순, 최응권, 김정각, 백성남, 리무영, 김금숙, 리재항, 정용혁, 박태화, 송호경, 김순화, 전영식, 김복신, 강영섭, 리창원, 김순집, 라성환, 원정삼, 리금범, 림경숙, 장성우, 김옥련, 오명일, 림상종, 강부필, 지재룡, 문명학, 양만식, 박동석, 김유봉, 서병복, 리히일, 려원구, 박윤건, 신응식, 김두익, 김연화, 강형봉, 전재록, 최승철, 장병태, 김명희, 최 영, 최종률, 함정건, 한광복, 강영태, 정문산, 박영훈, 조대하, 라영란, 손석근, 김려수, 김재화, 권현숙, 김준걸, 최성원, 강철원, 전금진, 리주오, 장 웅, 김룡근, 김정길, 류재명, 박용석, 리봉익, 정재식, 김영순, 리영건, 김희삼, 곽철호, 허환철, 최영덕, 홍선옥, 신태욱, 안창련, 한운국, 한병만, 김봉수, 조강철, 김무전, 김창수, 리광근, 박명훈, 변덕상, 김용삼, 김양건, 최후용, 김익철, 최광철, 전경선, 김인순, 김학철, 림동옥, 정영철, 박용길, 문재철, 김평해, 백복남, 박순희, 손경남, 장재언, 리상룡, 장 철, 문학준, 박경삼, 리수용, 장진건, 서춘영, 송광철, 김희선, 김영재, 조정림, 윤동현, 오순영, 김덕일, 리원철, 김기룡, 김봉일, 박성실, 손운성, 리경범, 현원국, 정선문, 차명옥, 전호철, 문병금, 안영현, 한봉운, 리홍섭, 리득남, 김수조, 백세봉, 곽영남, 변태준, 김혜란, 김인숙, 오수용, 김영종, 박 성, 리상무, 김대순, 연형묵, 강원중, 정승재, 한성규, 정춘실, 김동은, 렴희룡, 신관진, 주규창, 로해순, 김채란, 김순영, 강혜숙, 박성옥, 렴인윤, 김동선, 리춘구, 김인남, 최기룡, 김치덕, 리 단, 량경복, 조경철, 리정숙, 최희정, 최경술, 허종만, 황윤남, 승상섭, 지상만, 로익화, 허남순, 김춘녀, 계응태, 리종산, 김일호, 리상주, 황순희, 안승옥, 조규일, 최수헌, 강길영, 백남일, 리준희, 송효남, 원창룡, 박정진, 리 철, 리정숙, 김병화, 리종국, 최칠남, 정옥동, 리명철, 김 정, 최진수, 서풍근, 김병률, 주진구, 안민철, 최종건, 서승철, 태형철, 함성도, 최수일, 김병환, 홍계식, 권춘학, 황휘상, 오응창, 문병록, 리경식, 리만성, 안춘섭, 김화순, 김옥규, 오영춘, 박희덕, 강련학, 리태식, 김운기, 김승옥, 최남균, 김병훈, 박의춘, 김용순, 송윤희, 백 설, 장명실, 최정선, 문경덕, 조혜숙, 한성룡, 박재필, 리히헌, 리경일, 박덕관, 고규일, 김룡연, 라창렬, 송승조, 최용선, 박철회, 김영애, 채강환, 오극렬, 김덕중, 윤 철, 문일봉, 김정옥, 신현광, 양형섭, 고정익, 로배권, 백남순, 리종식, 원동구, 주기찬, 김성웅, 박광조, 김시학, 황상권, 김소자, 박명식, 박남철, 봉찬호, 김정록, 리철호, 로두철, 최광철, 박창련, 안경호, 김일근, 배달준, 리찬복, 김령성, 리교상, 김명걸, 김지원, 김병송, 리극수, 김유호, 김원일, 정기훈, 서만술, 홍종구, 한원일, 홍석진, 리용수, 류금렬, 김진규, 석경수, 우두태, 김정심, 김영식, 정성옥, 손금월, 신병철, 리용선, 서석윤, 전선웅, 김인복, 리종혁, 오광철, 정병상, 심상대, 변룡세, 손삼술, 한수만, 김홍수, 김기우, 문영철, 김승연, 고종덕, 지영춘, 리환기, 강능수, 박중근, 신대균, 권이순, 황영삼, 김제동, 리문영, 박삼호, 리광남, 최관영, 리종무, 리철봉, 정문수, 리창한, 전혜성, 리원일, 전대원, 최인호, 고선옥, 남진히, 한장빈, 한재명, 강덕수, 차경일, 박명철, 김양점, 허영춘, 손현남, 송춘섭, 리성웅, 리호림, 리제선, 렴순길, 김화월, 주영숙, 박성일, 김영국, 김양근, 박봉주, 신안선, 조병주, 정병곤, 우원석, 허 학, 장명학, 김종영, 한우철, 리추옥, 류경옥, 리효선, 유경숙, 박인주, 신성우, 한희환, 김만상, 김수학, 문영선, 동영일, 전철구, 리의현, 리영애, 지기선, 김승남, 차승수, 김성덕, 박문식, 한주환, 장영걸, 김풍기, 장동운, 김영걸, 박익동, 박남기, 오기석, 리영숙, 량수정, 강태무, 황재경, 김완수, 리태남, 김재권, 장순금, 우동측, 홍사연, 김송훈, 전경남, 김규훈, 박성수, 필영근, 장일선, 박길연, 김봉식, 박성춘, 송준택, 고정식, 황봉영, 장선옥, 남송록, 황옥선, 조명용, 조윤희, 김창규, 고증호, 신동선, 김계관, 김두남, 김경호, 송순녀, 허한룡, 김용진, 최관준, 리 호, 리정식, 김춘금, 홍석형, 태장헌, 고기훈, 동 훈, 전승훈, 주춘섭, 한흥표, 김민숙, 전성호, 태선희, 김형찬, 송금옥, 전병섭, 김원복, 김태봉, 최길주, 표일석, 송룡수, 김의순, 김동일, 송정희, 박수길, 리귀옥, 리상철, 리태일, 김성종, 한치설, 정찬경, 석길호, 림영철, 박광철, 박명훈, 정영선, 최용호, 김수열, 박창식, 홍린섭, 전광록, 장인숙, 주순옥, 장용석, 림죽선, 리일남, 박철호, 김명희, 리봉죽, 한명국, 김형덕, 최춘황, 박근수, 차영철, 최기준, 리공필, 최덕주, 연태정, 김경호, 송정수, 리현섭, 김용일, 박길만, 김동규, 김동협, 리영복, 김득삼, 정운업, 리호현, 김영일, 오세인, 정명조, 리혜철, 고명희, 김수덕, 전병호, 곽범기, 김형남, 문응조, 길철혁, 김덕훈, 김정숙, 림명환, 임종실, 조희건, 김윤심, 최준길, 한승로, 오금철, 차준식, 리병철, 한두현, 김기선, 리춘일, 김승연, 박재경, 려춘석, 방창덕, 김상익, 리영길, 현철해, 리원정, 리시중, 김원홍, 리 호, 최형관, 김정일, 리형룡, 정호균, 전진수, 박창건, 김문종, 변인선, 장영봉, 김룡운, 주순철, 김형룡, 전재권, 김정현, 김을영, 리명수, 남상락, 렴용히, 리영호, 박원식, 정명도, 박영식, 리태봉, 허성일, 신금연, 정창렬, 박윤활, 리병삼, 전창복, 윤정린, 김금선, 리국준, 김창섭, 김승범, 최룡수, 심원일, 리무웅, 김정남, 로경준, 박인영